# Cur Jicchak
Cur Jicchak (hebrejsky צוּר יִצְחָק, doslova „Jicchakova skála“, v oficiálním přepisu do angličtiny Zur Yizhaq, přepisováno též Tzur Yitzhak) je nově založená vesnice (urbanisticky ovšem městského charakteru) a sídlo typu společná osada (jišuv kehilati) v Izraeli, v Centrálním distriktu, v Oblastní radě Drom ha-Šaron.

## Geografie

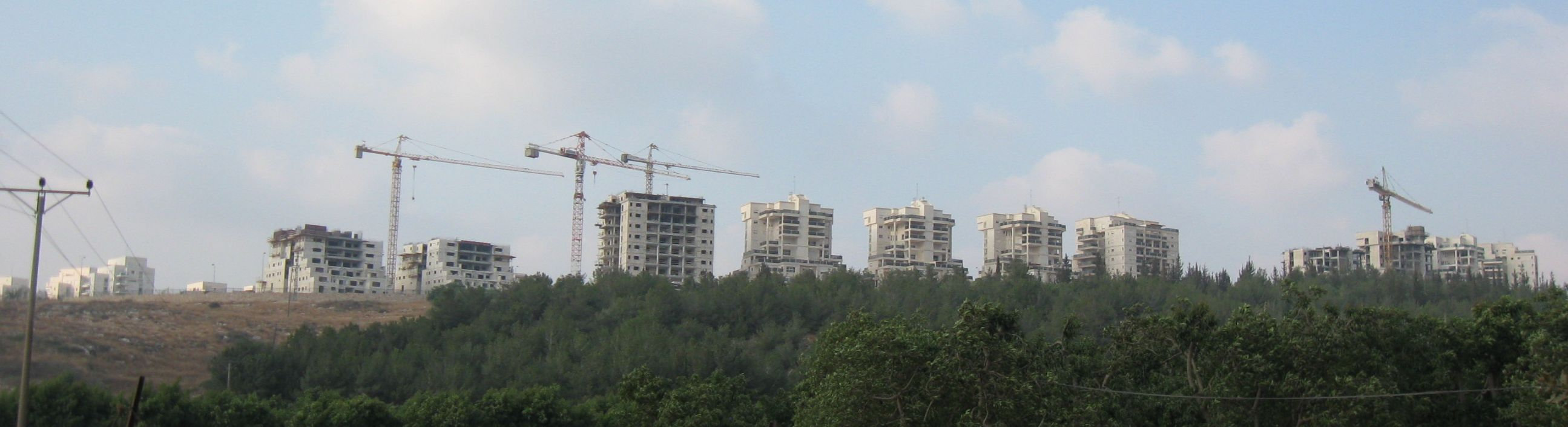
Celkový pohled na budování obce Cur Jicchak

Leží v nadmořské výšce cca 110 metrů na úpatí Samařska, v kopcovité oblasti podél Zelené linie oddělující vlastní Izrael v mezinárodně uznávaných hranicích od okupovaného Západního břehu Jordánu, nedaleko od okraje hustě osídlené a zemědělsky intenzivně využívané pobřežní nížiny, respektive Šaronské planiny. Obec je situována na východozápadně orientovaném podlouhlém vrchu Giv'at Me'amer. V údolí jižně pod obcí protéká Nachal Alexander, na severní straně terén klesá směrem k vádí Nachal Avrech
Obec se nachází 16 kilometrů od břehu Středozemního moře, cca 28 kilometrů severovýchodně od centra Tel Avivu a cca 63 kilometrů jižně od centra Haify. Cur Jicchak obývají Židé, přičemž osídlení v tomto regionu je etnicky smíšené. Na jihu k obci přiléhá židovské město Kochav Jair, na sever a západ od vesnice ovšem začíná část pásu měst a vesnic obývaných izraelskými Araby - takzvaný Trojúhelník. Nejblíže je to město Tajbe 2 kilometry odtud. Osada leží 2 kilometry od Zelené linie, za ní pak 6 kilometrů jihozápadním směrem leží velké palestinské arabské město Kalkílija. Východně od Cur Jicchak ovšem do Západního břehu Jordánu vniká blok s židovskou osadou Sal'it. Arabské části Západního břehu byly počátkem 21. století odděleny od vlastního Izraele pomocí bezpečnostní bariéry.
Cur Jicchak je na dopravní síť napojen pomocí místní silnice číslo 5533, která ústí západně od obce do silnice číslo 444. Západně od vesnice pak rovněž probíhá severojižním směrem dálnice číslo 6 (takzvaná Transizraelská dálnice).

## Dějiny
Základní kámen k této nové obci byl položen v září 2005, na 10. výročí atentátu na izraelského premiéra Jicchaka Rabina, jehož jméno bylo použito do názvu Cur Jicchak. Jde o nově budované sídlo městského rezidenčního typu, které navazuje na již etablované osídlení v sousedním Kochav Jair a na vesnici Cur Natan, která stojí na zdejším pahorku o 1 kilometr dále k východu. Již podle projektů z 90. let 20. století se tu výhledově počítalo s výstavbou 2350 bytových jednotek. Cur Jicchak byl založen v roce 2007. Toho roku fakticky začala výstavba domů. V únoru 2011 se tu uvádělo již cca 380 bydlících rodin. Zástavba sestává z šesti- a osmipatrových objektů.
Vznik Cur Jicchak navazuje na projekt Jišuvej ha-Kochavim, v jehož rámci v 90. letech vzniklo na východním okraji pobřežní nížiny, v blízkosti Zelené linie, několik nových městských sídel. Předběžný urbanistický plán na výstavbu Cur Jicchak byl schválen roku 2000. Umístění nového sídelního celku bylo kritizováno některými odborníky jako nelogické a spekulativní, zejména pro blízkost průmyslové zóny sousedního arabského města Tajbe. Obyvatelé Tajbe navíc vyjadřovali nespokojenost s tím, že nový židovský obytný celek blokuje potenciál dalšího růstu jejich města směrem k jihu. Developeři i noví obyvatele Cur Jicchak ale oceňovali výhodné ceny a blízkost lesního komplexu. Počáteční zájem rodin o usídlení v Cur Jicchak nebyl velký, po jistou dobu se o projekt začala zajímat izraelská armáda, která ovšem pro případné umístění bytů pro své příslušníky požadovala změnu projektu a větší důraz na individuální rodinné domy, což ovšem bylo zamítnuto. Po roce 2007 se nakonec zájem o zdejší nemovitosti zvýšil a nová obec se rychle stala populární lokalitou.
Cur Jicchak je na základě rozhodnutí z roku 2008 součástí Oblastní rady Drom ha-Šaron, která sdružuje převážně zemědělské vesnice. Pro účely nového sídla došlo k záboru části katastru (o rozloze 216 dunamů) sousední vesnice Cur Natan, jejíž představitelé zpočátku plány na intenzivní zástavbu odmítali. Nakonec se podařilo dospět ke kompromisu. Plánovaná kapacita výstavby v Cur Jicchak byla snížena z 5000 na 2385 bytových jednotek, přičemž zčásti charakteru rodinných domů. Cur Natan získal pozemky pro budoucí průmyslovou zónu a část výnosů z prodeje stavebních pozemků. Správní území obce dosahuje 610 dunamů (0,61 kilometru čtverečního).

## Demografie
Podle údajů z roku 2014 tvořili naprostou většinu obyvatel v Cur Jicchak Židé - cca 3500 osob (včetně statistické kategorie "ostatní", která zahrnuje nearabské obyvatele židovského původu ale bez formální příslušnosti k židovskému náboženství, cca 3600 osob).
Jde o menší sídlo, ovšem koncipováné jako obec městského typu, s prudce rostoucí populací. K 31. prosinci 2014 zde žilo 3581 lidí. Během roku 2014 populace vzrostla o 32,9 %. Do roku 2013 se dříve počítalo, že populace měla dosáhnout 1700 rodin.
| Rok            | 2007 | 2008 | 2009 | 2010 | 2011 | 2012 | 2013 | 2014 |
| -------------- | ---- | ---- | ---- | ---- | ---- | ---- | ---- | ---- |
| Počet obyvatel | 62   | 118  | 292  | 721  | 1269 | 1998 | 2694 | 3581 |